# Mactea otanegovana
Mactea otanegovana är en tvåvingeart som först beskrevs av Matsumura 1916.  Mactea otanegovana ingår i släktet Mactea och familjen rovflugor. Inga underarter finns listade i Catalogue of Life.